# هدا گابلر (فیلم ۱۹۶۱)
هدا گابلر (انگلیسی: Hedda Gabler) یک تله‌فیلم درام استرالیایی به کارگردانی ویلیام استرلینگ است که در سال ۱۹۶۱ منتشر شد.
این فیلم بر پایهٔ نمایش‌نامهٔ هدا گابلر اثرِ هنریک ایبسن و در دوره‌ای ساخته شد که فیلم‌های درام در استرالیا نایاب بود.
از بازیگران این فیلم می‌توان به جون نیوتن و ریچارد دیویس اشاره کرد.